# Euroscaptor longirostris
Euroscaptor longirostris — вид ссавців родини Talpidae. Це ендемік Китаю, де він широко поширений.
Кріт Орлова (E. orlovi) і кріт Кузнєцова (E. kuznetsovi), обидва з яких поширені від південного Китаю до північного В'єтнаму, раніше вважалися популяціями E. longirostris, але в 2016 році вони були описані як окремі види. Вважається, що річка Янцзи служить бар'єром, що відокремлює E. longirostris від двох південних видів, причому E. longirostris зустрічається лише на північ від Янцзи.